# Максим Лобеф
Максим Лобеф (фр. Alfred-Maxime Laubeuf; Пуаси, 23. новембар 1864 — Кан, 23. децембар 1939) је био француски конструктор подморница. Године 1899, гради подморницу Нарвал (Narvhal) по властитом пројекту, депласмана 117 тона, с парним и електричним погоном. Имала је два трупа (један у другом) и баластне резервоаре у међупростору. Послије дуге службе у ратној морнарици Француске 1906. године прелази у предузеће Шнајдер (Schneider) гдје се даље гради око 70 подморница по његовим нацртима.